# The Human Centipede 3 (Final Sequence)

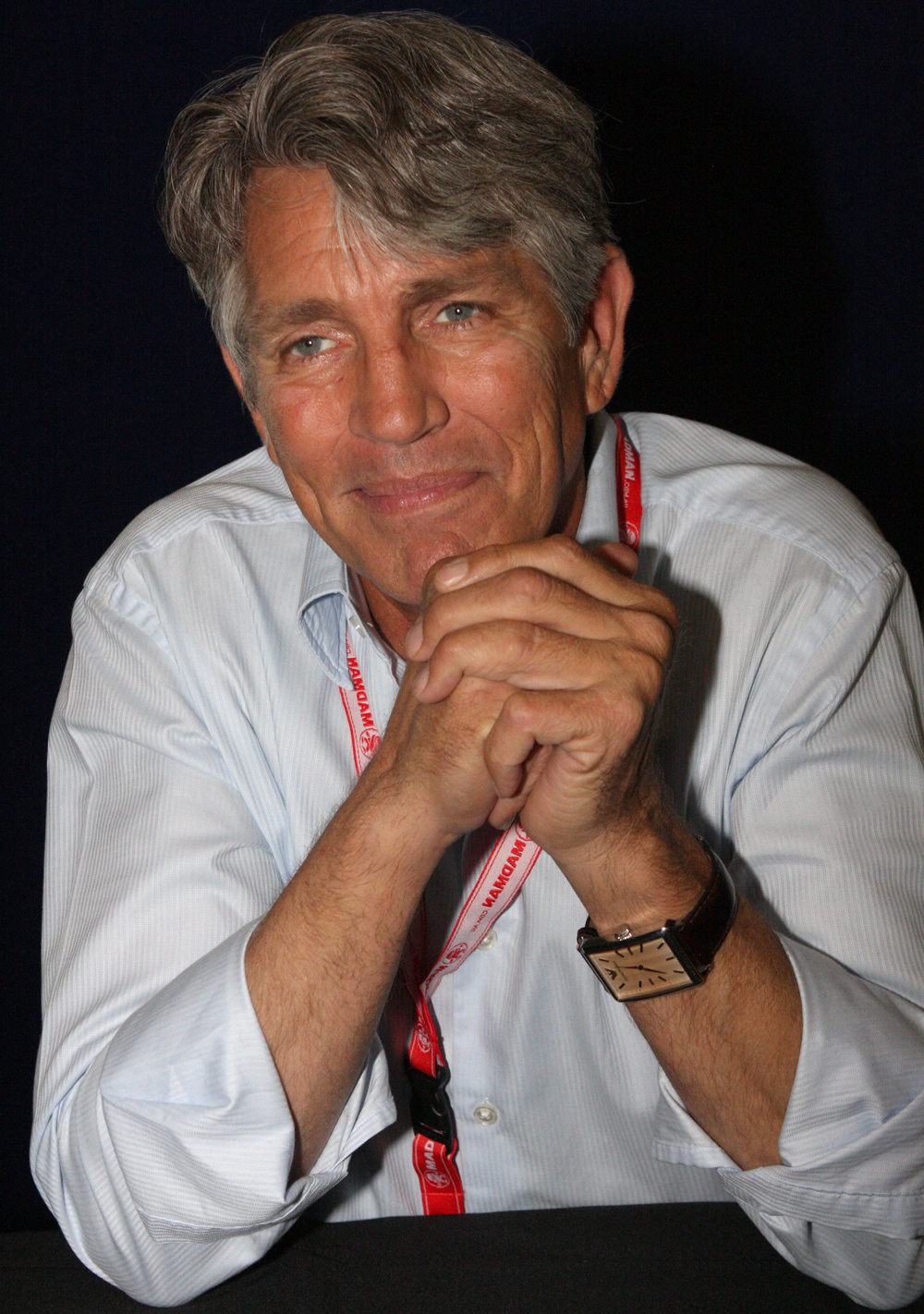
O ator Eric Roberts (em 2012)

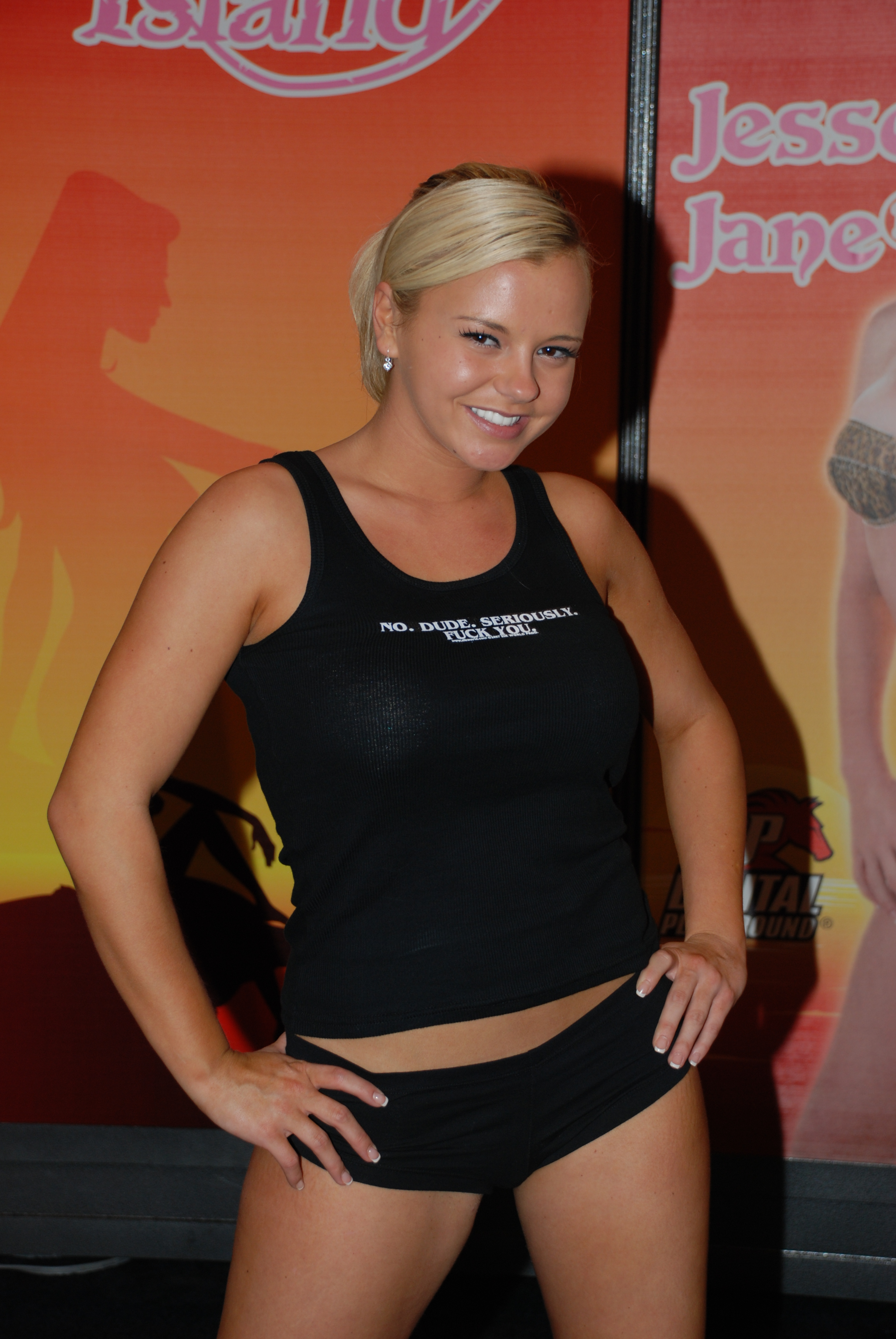
A atriz pornô Bree Olson (em 2009)

The Human Centipede 3 (Final Sequence) é um filme de terror dirigido e produzido pelo diretor holandês Tom Six do ano de 2015. É a parte final de uma série de filmes cujas duas primeiras partes são The Human Centipede (First Sequence) e The Human Centipede 2 (Full Sequence).

## Sinopse
Comandando uma grande prisão estadual dos EUA, o valentão diretor Bill Boss (Dieter Laser) tem vários problemas: sua prisão estatisticamente tem a maior quantidade de motins, custos médicos e rotatividade de funcionários do país. Mas acima de tudo isso, ele é incapaz de obter o respeito que ele acha que merece de seus detentos e do governador do Estado (Eric Roberts).
Ele constantemente falha em experimentar diferentes ideias para a punição ideal sobre seus detentos, o que o leva, juntamente com o calor escaldante do lugar, à loucura. Sob ameaças de rescisão de contrato por parte do governador, seu leal braço direito Dwight Butler (Laurence R. Harvey) surge com uma ideia brilhante e revolucionária, que pode mudar o sistema prisional americano para sempre e economizar bilhões de dólares.

## Elenco
- Dieter Laser: Bill Boss
- Laurence R. Harvey: Dwight Butler
- Tom Six: como ele mesmo
- Eric Roberts: Governador Hughes
- Bree Olson: Daisy
- Jay Tavare: preso 346
- Robert LaSardo: preso 297
- Clayton Rohner: Dr. Jones
- Michael Flores: preso
- Hamzah Saman: preso 093
- Peter Blankenstein: preso 106
- Chris Clanton: preso
- Bill Hutchens: preso 488
- Carlos Ramirez: preso 309
- Akihiro Kitamura: preso 333

## Produção
Em Agosto de 2011, o cineasta neerlandês Tom Six, em entrevista ao site de cinema DreadCentral, disse que o filme já estava em produção: "Nós vamos fazê-lo totalmente nos EUA e será o meu favorito. Vai aborrecer um monte de gente". Six também confirmou que este será o último filme da série. O astro Eric Roberts foi confirmado no elenco no papel de Governador Hughes. Além de Roberts, também foi confirmada a participação da atriz pornô Bree Olson Os atores dos filmes anteriores, Dieter Laser e Laurence R. Harvey, também retornam para esta sequência, mas como outros personagens e a centopéia humana será composta por mais de 500 pessoas e o filme será "100% politicamente incorreto". A história pode se passar em uma prisão e Tom Six também atua no filme interpretando a si mesmo. Em novembro de 2013, foram lançados os primeiros posters e trailer. Em 5 de março de 2014, foi divulgada a primeira imagem do filme onde aparecem os atores Dieter Laser e Laurece R. Harvey. A data de lançamento do filme, tanto no cinema como em vídeo, será em 22 de maio de 2015.

## Recepção
The Human Centipede 3 (Final Sequence) recebeu críticas universalmente negativas dos críticos. No Rotten Tomatoes, o filme tem uma classificação de 18%. Com base em 13 avaliações profissionais, alcançou uma pontuação de 1 em 100 no Metacritic, que indica a "antipatia esmagadora". Do The New York Times, Jeannette Catsoulis chamou o filme de "Uma feia, celebração claustrofóbica de violência sexual que está ancorada por um dos personagens mais repelentes que sempre aparece na tela:. O diretor da prisão Bill Boss interpretado por Dieter Laser, Boss é uma obscenidade servida cuja língua muito saliente merece seu próprio agente [de prisão]."

## Prêmios e Indicações

### Indicações
Framboesa de Ouro
- Pior Diretor: Tom Six (2016)*
- Pior Prequel, Remake, Rip-off ou Sequência: 2016*

* Pendente